# Oberburg
Oberburg es una comuna suiza del cantón de Berna, situada en el distrito administrativo del Emmental. Limita al norte y al noreste con la comuna de Burgdorf, al este y al sureste con Hasle bei Burgdorf, al suroeste con Lützelflüh, y al suroeste y oeste con Krauchthal.
Hasta el 31 de diciembre de 2009 situada en el distrito de Burgdorf. La comuna tiene dos exclaves dentro del mismo distrito del Emmental, lo que a su vez extiende sus fronteras con el distrito de Berna, además de limitar con un enclave del antiguo distrito de Trachselwald. Gracias a estos dos exclaves, Oberburg limita con las comunas de Vechigen, Mötschwil y Rüti bei Lyssach.